# Rui Fonte
Rui Pedro da Rocha Fonte (Penafiel, 23 de abril de 1990) é um futebolista português e irmão do futebolista José Fonte. Atualmente joga no Paços de Ferreira.

## Carreira

### Arsenal
Rui fez sua estreia profissional pelo Arsenal contra o Wigan Athletic, pela Copa da Liga Inglesa, vencendo o jogo por 3–0.

### Vitória de Seúbal
No início da época 2009/2010 voltou ao futebol português para representar o Vitória Futebol Clube, por empréstimo do Sporting Clube de Portugal.

### Braga
Em agosto 2016 transferiu-se para o Sporting Clube de Braga. Conquistou pelo emblema bracarense uma Taça de Portugal, na época 2015-2016, frente ao Porto.

### Fulham
A 17 de agosto de 2017 é anunciado pelo Fulham como reforço, a troco de 9 de milhões de euros, tendo assinado por três épocas.

### Famalicão
A 27 de junho de 2022, Rui Fonte foi anunciado no Famalicão, assinando por duas épocas.

## Seleção Nacional
Rui Fonte apareceu nas seleções de sub-20 e sub-21 de Portugal, aí contabilizando 16 jogos e 5 golos (estes foram todos marcados nos sub-21).
Chegou a ser chamado aos A, para um jogo amigável frente a Cabo Verde, mas não saiu do banco de suplentes.

## Títulos
Benfica
- Taça de Portugal (1): 2014–15

Braga
- Taça de Portugal (1): 2015–16

Fulham
- EFL Championship play-offs: 2017–18[3]